# Persoonia elliptica
Persoonia elliptica är en tvåhjärtbladig växtart som beskrevs av Robert Brown. Persoonia elliptica ingår i släktet Persoonia och familjen Proteaceae. Inga underarter finns listade i Catalogue of Life.